# Cármenes
Pour les articles homonymes, voir Carmenes.
Cármenes est une commune d'Espagne dans la province de León, communauté autonome de Castille-et-León. Elle s'étend sur 154,22 km2 et comptait environ 448 habitants en 2011.